# Uniforme escolar japonés

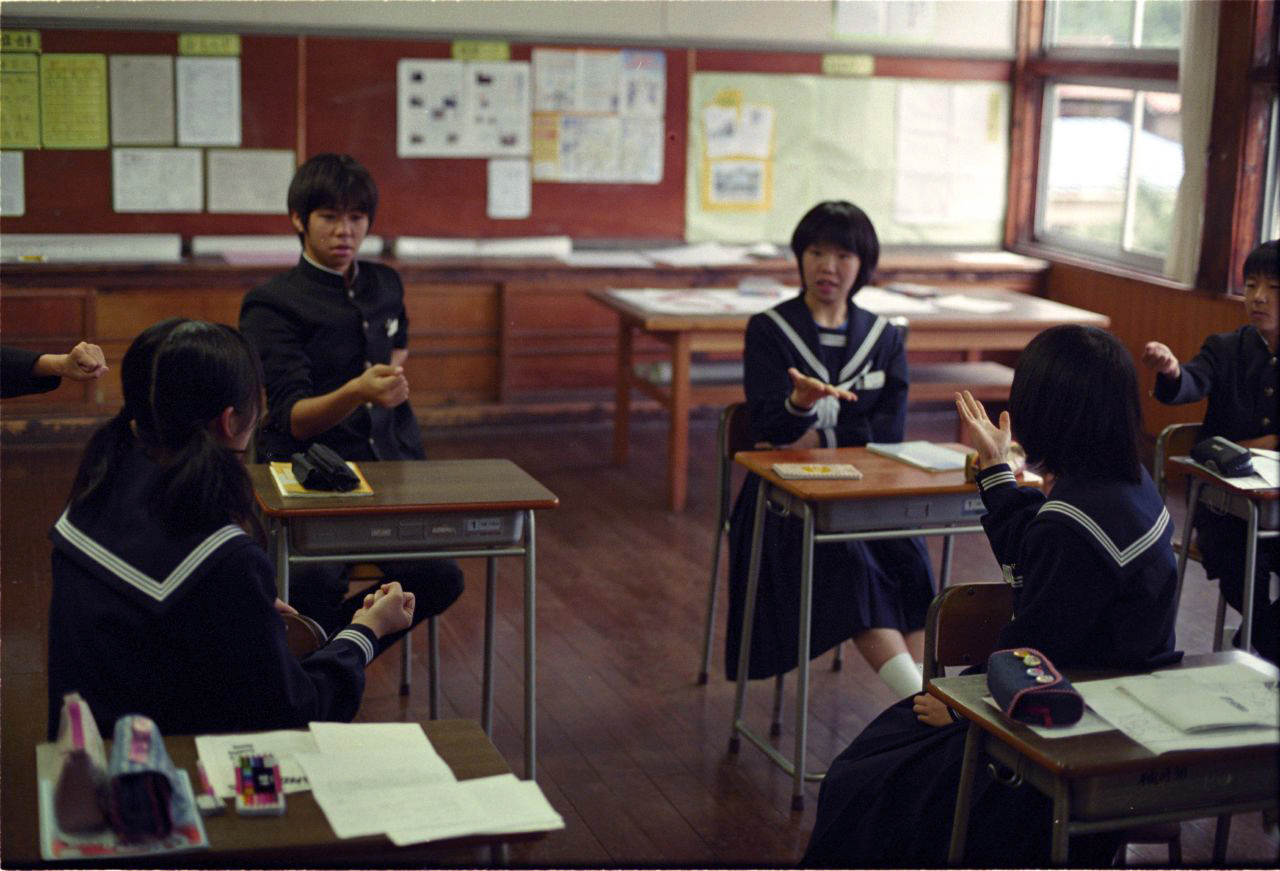
Estudiantes secundarios japoneses vistiendo gakuran y sailor fuku de invierno.

El uniforme escolar japonés o seifuku (制服) es el uniforme escolar implantado en Japón a finales del siglo XIX, como parte del programa de modernización del país. Actualmente, los uniformes escolares son casi obligatorios en las escuelas públicas y privadas. También son usados en colegios de señoritas.

## En la escuela primaria
En la escuela primaria el uso del uniforme es menos estricto, hasta en ocasiones se puede usar ropa común para ir a los colegios; cuando se requiere el uniforme utilizan camisas blancas, pantalones cortos y gorro. El código de vestuario depende del ambiente (por estación) y de la ocasión.

## En la escuela secundaria

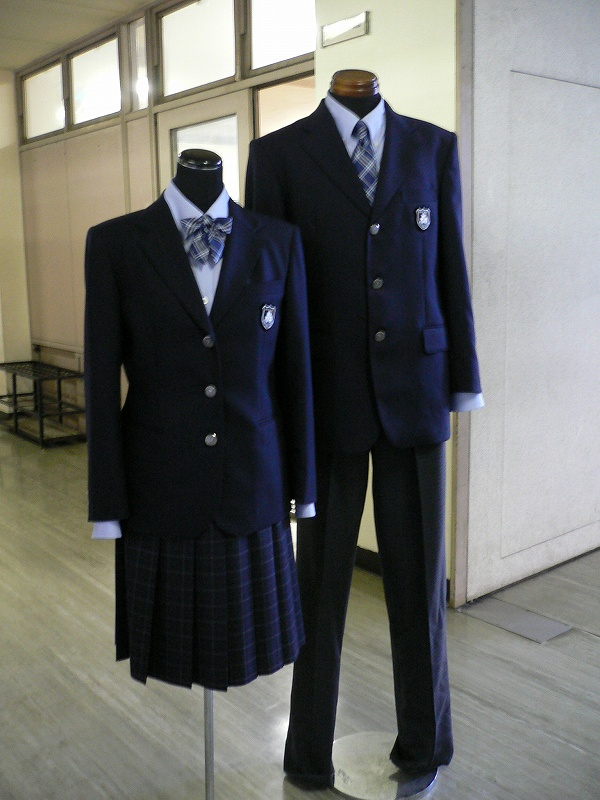
Uniformes escolares usados en la Izuo High School de Osaka, desde 2003.

En la escuela secundaria el uso es diferente, los chicos acostumbran usar un uniforme oscuro estilo militar (gakuran) y las chicas usan un uniforme estilo marinero (sailor fuku). Sin embargo cabe señalar que la palabra que designa el uniforme japonés es seifuku (制服). Estos uniformes son basados en el estilo militar de la era Meiji, muy a la usanza de los estilos navales europeos. Sin embargo en las escuelas privadas se utilizan estilos diferentes, algunos más parroquiales y otros más occidentales y modernos.

## Uniformes según la estación
Existen versiones de uniforme de verano que son menos pesados y más cómodos, preferiblemente con camisas blancas de manga corta, y que se diferencian a los uniformes de invierno que son más pesados, y a veces utilizan abrigos y camisas negras manga larga para cubrir del frío.

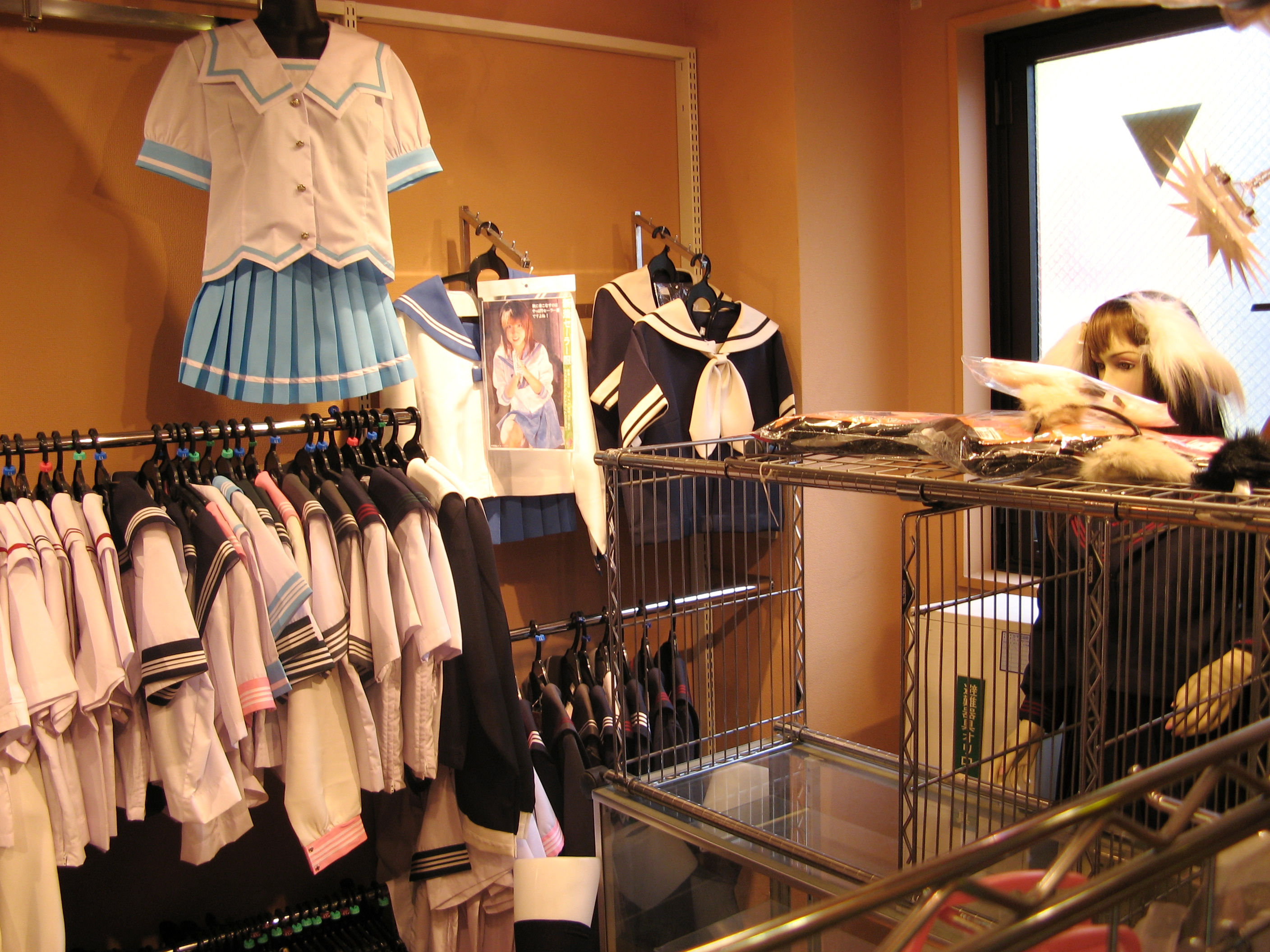
Variantes de uniformes escolares japoneses usados en el anime son vendidos como trajes de cosplay en Akihabara, Tokio.

## Cultura otaku
El uniforme escolar japonés es conocido por formar parte de la cultura japonesa. En el manga y el anime han existido versiones estilizadas de uniformes escolares japoneses de cualquier tipo, así como por ejemplo Sailor Moon, Haruhi Suzumiya no Yuutsu, Cardcaptor Sakura, Tokyo Mew Mew, Ao Haru Ride, Agent Aika, Toradora, Inuyasha, Lucky ☆ Star Gakuen Alice, Mayoi Neko Overrun, Kotoura-San, Yu Yu Hakusho, entre otros más.

## Tipos de uniforme

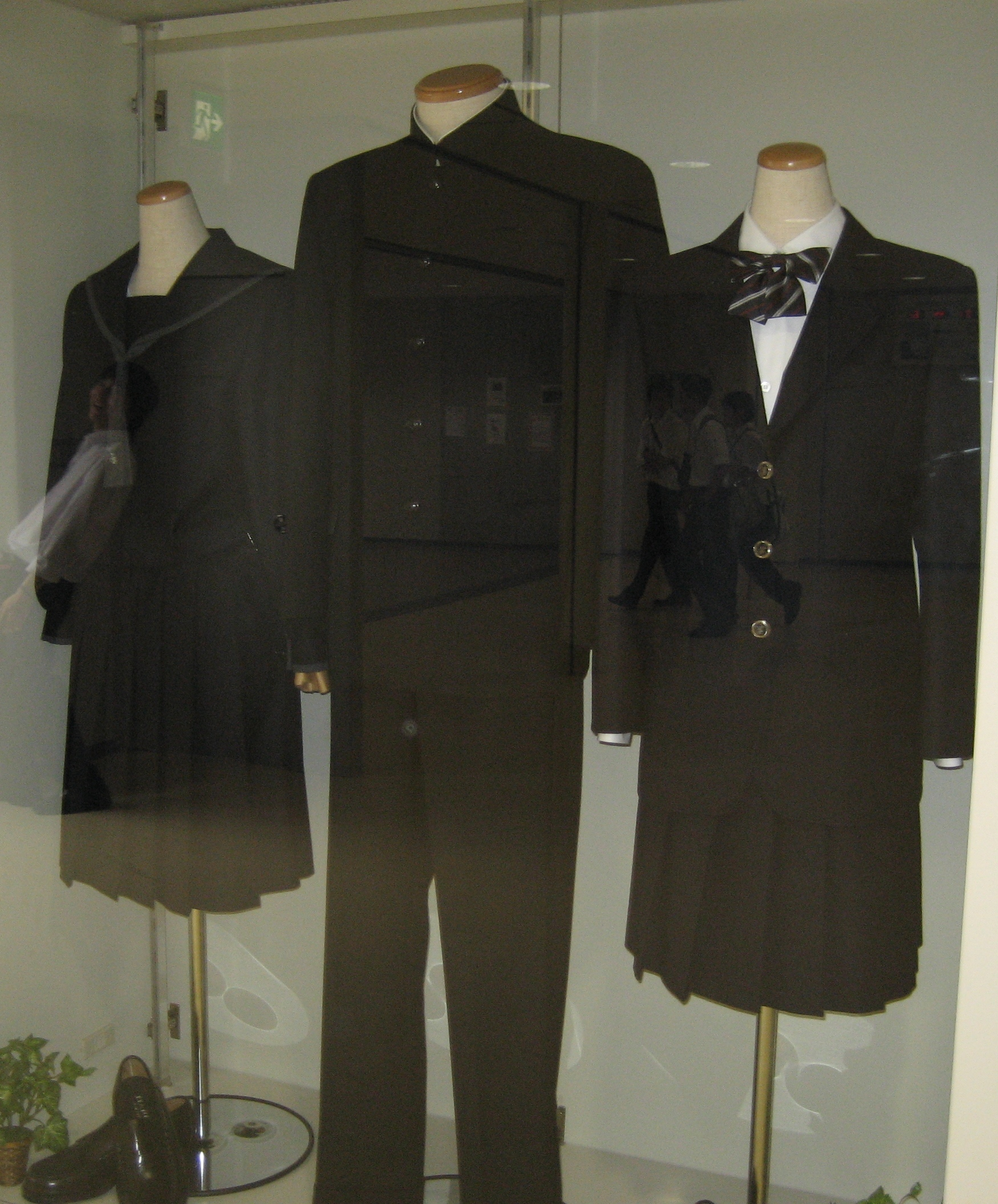
Uniformes colegiales de Ichikawa Gakuen.

### Gakuran
El gakuran ( 学 ラ ン ) y el tsume-eri ( 詰 襟 ) son los uniformes de muchos chicos de escuela media y secundaria en Japón . El color es normalmente negro, pero algunas escuelas usan azul marino.
La parte superior tiene un collar de pie abotonado de arriba hacia abajo. Los botones se adornan generalmente con el emblema de la escuela para demostrar respeto a la escuela. Los pantalones son pierna recta y un cinturón negro o de color oscuro se lleva con ellos. Los muchachos usan generalmente mocasines o zapatillas de deporte con este uniforme. Algunas escuelas pueden requerir que los estudiantes usen alfileres de collar que representan la escuela y / o rango de clase.
El segundo botón de la parte superior del uniforme de un varón a menudo se da a una mujer de la que está enamorado, y se considera una forma de confesión. El segundo botón es el más cercano al corazón y se dice que contiene las emociones de los tres años de asistencia a la escuela. Esta práctica fue aparentemente popularizada por una escena en una novela de Taijun Takeda .
Tradicionalmente, el gakuran también se lleva junto con un casquillo (generalmente negro) del estudiante que hace juego , aunque esta aduana es menos común en épocas modernas.
El gakuran se deriva de los uniformes del ejército prusiano. El término es una combinación de gaku (学) que significa "estudio" o "estudiante", y ran (ら ん o 蘭) que significa los Países Bajos o, históricamente en Japón, Occidente en general; Así, gakuran se traduce como "estudiante occidental (uniforme)". Tal ropa también fue usada por niños de la escuela en Corea del Sur y antes de 1949 China.